# Mornington Crescent metróállomás
A Mornington Crescent a londoni metró egyik állomása a 2-es zónában, a Northern line Charing Cross felé futó ága érinti.

## Története
Az állomást 1907. június 22-én adták át a Charing Cross, Euston and Hampstead Railway részeként, napjainkban a Northern line része. 1992-től 1998-ig felújítás miatt le volt zárva.

## Forgalom
| Járat | Útvonal | Gyakoriság   |
| ----- | --- | ------------ |
|       | Edgware – Burnt Oak – Colindale – Hendon Central – Brent Cross – Golders Green – Hampstead – Belsize Park – Chalk Farm – Camden Town – Mornington Crescent – Euston – Warren Street – Goodge Street – Tottenham Court Road – Leicester Square – Charing Cross – Embankment – Waterloo – Kennington                                     | 6 percenként |
|       | High Barnet – Totteridge & Whetstone – Woodside Park – West Finchley – Finchley Central – East Finchley – Highgate – Archway – Tufnell Park – Kentish Town – Camden Town – Mornington Crescent – Euston – Warren Street – Goodge Street – Tottenham Court Road – Leicester Square – Charing Cross – Embankment – Waterloo – Kennington | 6 percenként |

## Átszállási kapcsolatok
| Állomás             | Átszállási kapcsolatok             |
| ------------------- | ---------------------------------- |
| Mornington Crescent | Helyi buszok (Mornington Crescent) |

## Fordítás
- Ez a szócikk részben vagy egészben  a   Mornington Crescent tube station című angol Wikipédia-szócikk fordításán alapul.  Az eredeti cikk szerkesztőit annak laptörténete sorolja fel. Ez a jelzés csupán a megfogalmazás eredetét és a szerzői jogokat jelzi, nem szolgál a cikkben szereplő információk forrásmegjelöléseként.